# Jamajska Partia Pracy
Jamajska Partia Pracy (Jamaica Labour Party, JLP) – jedna z głównych (obok Ludowej Partii Narodowej) partii politycznych Jamajki.
Partię założył w 1943 roku Alexander Bustamante jako polityczne skrzydło Przemysłowego Związku Zawodowego Bustamane (Bustamante Industrial Trade Union).
Partia jest centroprawicowa, w programie łączy konserwatyzm i liberalizm gospodarczy.
Do JPP należy były gubernator generalny Jamajki Howard Cooke (do 2006) i obecny premier Jamajki Andrew Holness. W wyborach parlamentarnych w 2016 roku zdobyła większość miejsc w parlamencie z jednym miejscem przewagi nad Ludową Partią Narodową. Obecnie jest to partia rządząca.